# Kurt Sandweg und Waldemar Velte

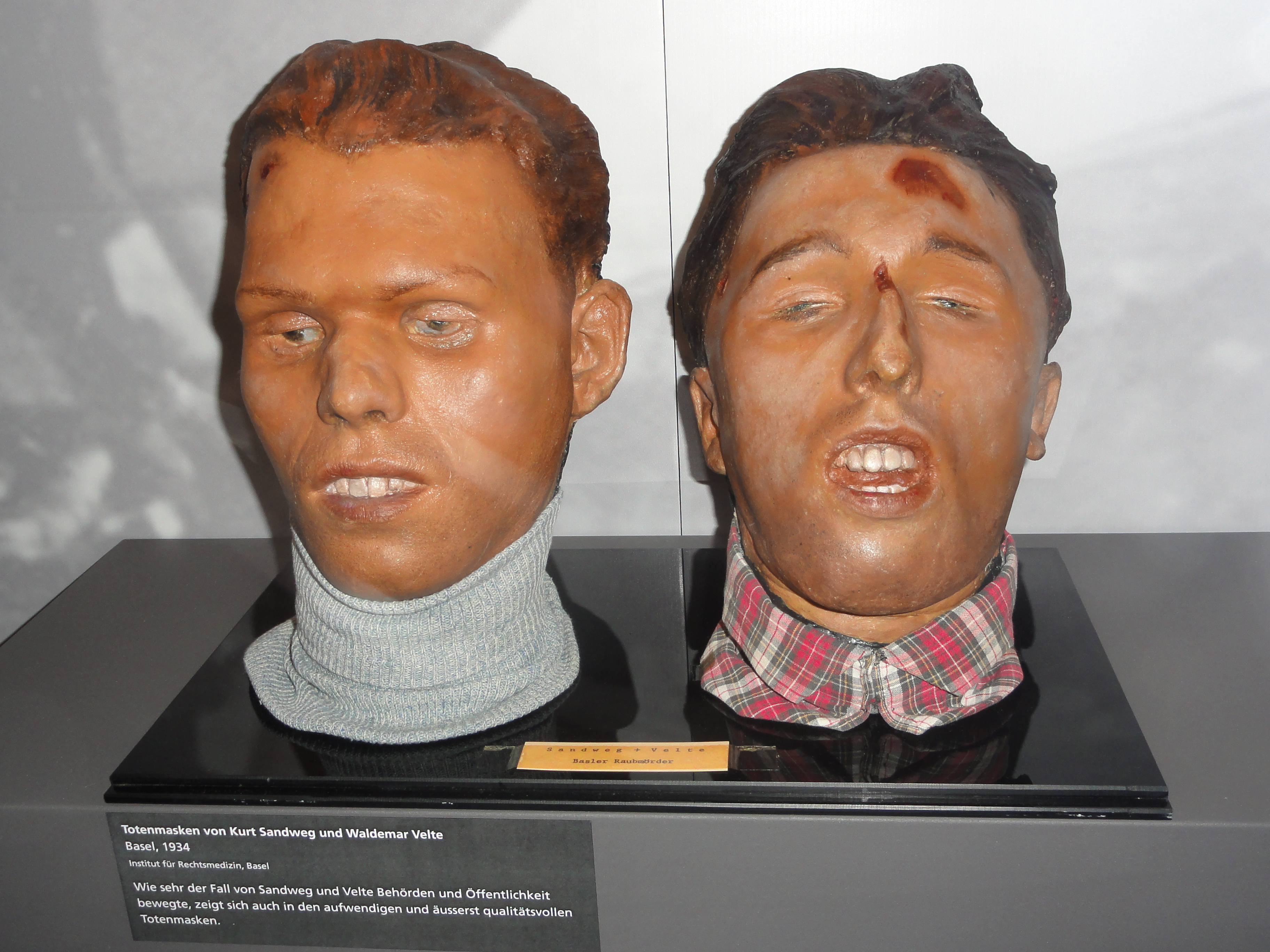
Totenmasken von Kurt Sandweg und Waldemar Velte, 1934, hergestellt vom Institut für Rechtsmedizin des Kantons Basel-Stadt (lt. Beschriftung)

Kurt Sandweg (* 3. August 1910 in Wuppertal; † 21. Januar 1934 in Basel) und Waldemar Velte (* 4. August 1910 in Wuppertal; † 22. Januar 1934 in Basel) waren ein deutsches Verbrecherduo, welches über mehrere Monate mehrere Banküberfälle in Deutschland und der Schweiz beging. In beiden Ländern waren sie Ziel von Grossfahndungen.

## Geschichte
Die gleichaltrigen Kurt Sandweg und Waldemar Velte waren seit der Kindheit enge Freunde. Im Alter von 23 Jahren beschlossen sie, wegen ihrer Arbeitslosigkeit und ihrer Abneigung gegenüber dem NS-Staat, ihrer Heimat den Rücken zu kehren. Laut den Familien von Sandweg und Velte wollten sie nach Indien, um dort einen Neuanfang zu wagen.

### Erster Banküberfall
Den ersten Banküberfall begingen sie am 18. November 1933 im Stuttgarter Stadtteil Gablenberg. Kurz nach 8 Uhr morgens betraten sie die Bankfiliale und forderten die Angestellten auf, das Geld herauszugeben. Sie hielten dem Filialleiter Julius Feuerstein den Lauf ihrer Pistole an den Kopf. Als ein zweiter Bankangestellter den Raum betrat, wurde Feuerstein erschossen. Dem zweiten Bankangestellten gelang es, Alarm auszulösen. Sandweg und Velte sahen sich zur Flucht gezwungen und flohen mit ihrem Dixi, bevor die Polizei eintraf, in Richtung Süden. Ihre Ausbeute waren 1250 Reichsmark.
Eine Grossfahndung nach den beiden wurde eingeleitet. Es gelang ihnen, auf Umwegen nach Basel zu flüchten. Dort lernten sie in einem Kaufhaus eine Verkäuferin kennen. In der dokumentarischen Erzählung Fast ein bisschen Frühling von Alex Capus heisst diese Figur Dorly Schupp und arbeitet in der Schallplattenabteilung, ihr tatsächlicher Name lautet Viktoria Schupp, auch soll sie in der Gardinenabteilung tätig gewesen sein. Nach kurzer Zeit hatten sich beide Bankräuber in die Verkäuferin verliebt, was sie dazu bewegte, länger in Basel zu bleiben als ursprünglich geplant.

### Zweiter Banküberfall
Den zweiten Banküberfall begingen sie am 5. Januar 1934 in Basel. Sie überfielen die Wever-Bank im Altstadtviertel Grossbasels. Um ungefähr 8 Uhr morgens betraten die beiden die Filiale. Gleich danach erschossen sie den Buchhalter und einen Bankbeamten. Die beiden flohen; wiederum mit nur einer spärlichen Geldsumme.

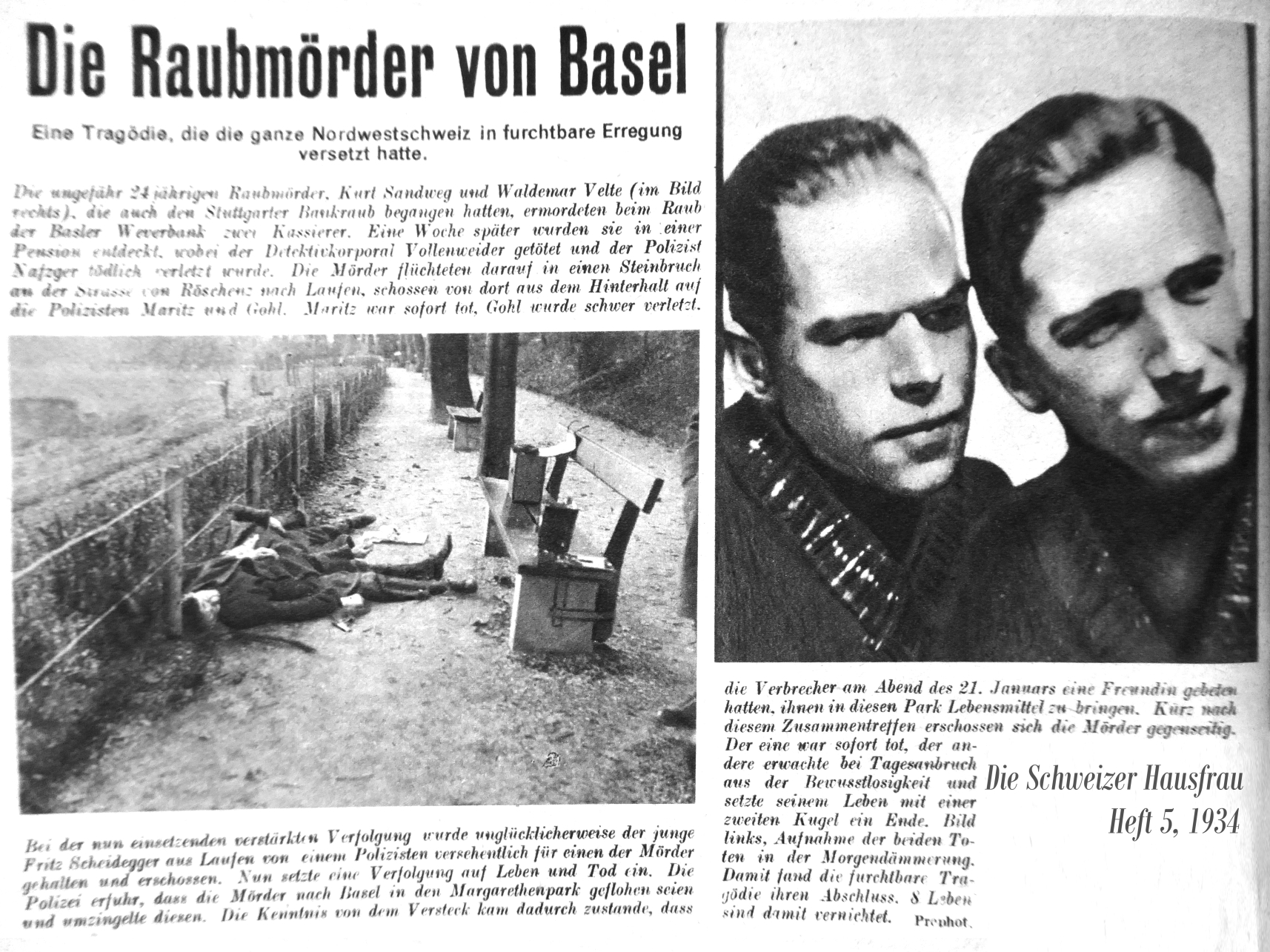
Artikel in Die Schweizer Hausfrau. Heft 5, 1934

Auch diesmal wurde eine Grossfahndung nach den beiden veranlasst. Eine Woche blieben sie unentdeckt; erst bei einer Routinekontrolle in einer Basler Pension tauchten die beiden wieder auf. Bei der Kontrolle der Pässe von Sandweg und Velte griff Sandweg plötzlich in seine Jackentasche. Der Beamte drückte ihn nieder aufs Bett. Von Velte wurde dieser mit einem Schuss in den Rücken fast getötet. Bei der versuchten Festnahme wurde der Detektivkorporal Vollenweider getötet und der Polizist Nafzger tödlich verletzt.
Ein Passant bemerkte die beiden Flüchtenden und verfolgte sie quer durch die Kleinbasler Strassen. Sandweg und Velte beschossen auch ihn und trafen ihn mit einem Streifschuss am Kopf. Sie flohen weiter mit zwei gestohlenen Fahrrädern darauf in einen Steinbruch an der Strasse von Röschenz nach Laufen und schossen von dort aus dem Hinterhalt auf die Polizisten Maritz und Gohl. Maritz war sofort tot, Gohl wurde schwer verletzt. Bei der nun einsetzenden verstärkten Verfolgung wurde unglücklicherweise der junge Fritz Scheidegger aus Laufen von einem Polizisten versehentlich erschossen.
Nach mehreren Tagen der Flucht durch winterliche Wälder sahen sich Sandweg und Velte durch ihre Nahrungsknappheit dazu gezwungen, ihre Geliebte Dorli (Viktoria Schupp) um Hilfe zu bitten. Diese hatte allerdings in einer Ausgabe der National-Zeitung erkannt, wer ihre beiden Freunde wirklich sind. Als die beiden sie darum baten, sich mit ihnen im Margarethenpark zu treffen und etwas zu essen mitzubringen, informierte Schupp pflichtbewusst die Polizei. Von Polizisten umstellt, flüchteten die beiden tiefer in den dunklen Park. Dort versteckt verbrachten sie die Nacht. Am nächsten Morgen durchkämmte die Polizei den Park und fand die Leichen von Sandweg und Velte. Sie hatten versucht, sich gegenseitig in den Kopf zu schiessen. Velte hatte dabei Sandweg getötet und erschoss sich einige Stunden später selbst mit einem Schuss ins Herz.

## Künstlerische Rezeption
Die Geschichte der beiden Bankräuber und Mörder Kurt Sandweg und Waldemar Velte inspirierte Autoren aus verschiedenen Genres, die Geschichte festzuhalten oder neu zu interpretieren. Vor allem das Blutbad, welches sie in Basel angerichtet hatten, war Stoff für Interpretationen.

### Film
- 1968: Kriminalfilm Sommersprossen von Helmut Förnbacher

### Theater
- 1934 wurde das Theaterstück Mein Kopfschuss sitzt nicht aufgeführt.